# Петропавлівський храм (Тальне)
Свя́то-Петропа́влівський храм або Храм святих апостолів Петра і Павла — православний храм у місті Тальне відкритий 4 липня 2009 року.

## Історія
2007 року архієпископ Черкаський і Чигиринський Іоан, керуючий Черкаською єпархією УПЦ КП, разом із духовенством району в місті Тальне освятив місце під будівництво храму Святих Первоверховних апостолів Петра і Павла.
Освячення храму у 2008 році провів Патріарх Київський і всієї Руси-України Філарет. Наразі є найбільшою культовою спорудою православної церкви західної Черкащини. Збудовано коштами мецената Мовчана В. П. за проектом архітектора А. І. Дітковського.
На урочистій частині перед освяченням храму голова Черкаської облдержадміністрації Олександр Черевко сказав: «Нічого так не радує душу, як золото наших полів та золото освячених куполів наших церков. І сьогоднішня подія є міцною цеглиною, закладеною на віки у розвиток духовності українського народу». Також губернатор Черкащини подарував новозбудованому храму ікону Пресвятої Матері Божої Покрови.
Під час Малого входу на літургії Патріарх Філарет нагородив настоятеля храму протоієрея Павла Найдьонова — хрестом з прикрасами. В кінці богослужіння Патріарх Філарет освятив меморіальну дошку, споруджену на стіні храму.
По закінченні урочистої частини Патріарх Філарет освятив престол та храм, після чого в церкві відслужилася перша Божественна Літургія. В святковому богослужінні Святійшому Патріарху співслужили: архієпископ Білоцерківський Олександр, архієпископ Черкаський і Чигиринський Іоан, єпископ Тернопільський і Бучацький Нестор, єпископ Полтавський і Кременчуцький Федір, єпископ Васильківський Євстратій, єпископ Кіровоградський і Голованівський Марк а також священики Черкаської та інших єпархій.
Після офіційної церемонії відкриття та освячення храму гості та прихожани, яких зібралося біля восьми тисяч, послухали концерт духовної музики.

## Опис
Церкву святих апостолів Петра і Павла зведено з надміцної австрійської цегли. Площа перед церквою вимощена гранітною плиткою. У храмі встановлено п'ятиярусний іконостас, виготовлений у стилі українського бароко. Храм має сім куполів, маківки яких вкриті сусальним золотом. Висота центрального купола з хрестом — 37 метрів. На дзвіниці знаходяться 11 дзвонів, які були відлиті у Воронежі, вага найбільшого — 1 950 кілограмів.
Вхід до храму прикрашають бронзові барельєфи святих апостолів Петра і Павла, над ними встановлено мозаїчне зображення ікони Пресвятої Богородиці «Знамення», на фасадах храму встановлено ще 5 мозаїчних ікон.

## Цікаві факти
- Вулиця, на якій стоїть храм, раніше називалась на честь Леніна. Проте перед початком будівництва його пам'ятник на прилягаючій до вулиці площі було знесено, а саму вулицю перейменовано на Соборну.

- Агресивні кола УПЦ-МП неодноразово здійснюють спроби привласнення храму собі (особливо цей процес активізувався з 2010 року), але побудова храму власне для парафіян Київського патріархату не дає змогу здійснити такий план принаймні у юридичному руслі.

## Галерея

Пам'ятна дошка на храмі з інформацією про меценатів та будівничих
Панно біля храму
Вигляд з входу
Табличка біля воріт
Вигляд здалеку
Петропавлівський храм (вигляд зблизька)